# Fuerza Aérea de la República de Corea
La Fuerza Aérea de la República de Corea (en hangul, 대한민국 공군; en hanja, 大韓民國 空軍; romanización revisada, Daehanminguk Gong-gun), ampliamente conocida por sus siglas en inglés ROKAF (Republic of Korea Air Force), es la fuerza aérea de Corea del Sur. Opera bajo el mando del Ministerio de Defensa Nacional.
La ROKAF tiene 406 (en 2019) cazas de combate de diseño estadounidense y nacional, y algunas aeronaves de diseño ruso.

## Historia

### 1940
Poco después del final de la Segunda Guerra Mundial  la Asociación de Construcción Aérea de Corea del Sur se fundó el 10 de agosto de 1946 para dar a conocer la importancia del poder aéreo. A pesar del escaso estatus de las fuerzas armadas coreanas, la primera unidad aérea se formó el 5 de mayo de 1948, bajo la dirección de Dong Wi-bu, el precursor del moderno Ministerio de Defensa Nacional de Corea del Sur. El 13 de septiembre de 1949, Estados Unidos contribuyó con 10 aviones de observación L-4 Grasshopper a la unidad aérea de Corea del Sur. Se fundó una Academia Aérea del Ejército en enero de 1949, y la ROKAF se fundó oficialmente en octubre de 1949.

### 1950
La década de 1950 fue un momento crítico para el ROKAF, ya que se expandió enormemente durante la guerra de Corea. Al estallar la guerra, el ROKAF constaba de 1.800 personas, pero estaba equipado con solo 20 entrenadores y aviones de enlace , incluidos 10 entrenadores avanzados T-6 Texan norteamericanos comprados en Canadá. La fuerza aérea de Corea del Norte había adquirido un número considerable de combatientes Yak-9 y La-7 de la Unión Soviética., empequeñeciendo el ROKAF en términos de tamaño y resistencia. Sin embargo, durante el curso de la guerra, el ROKAF adquirió 110 aviones: 79 cazabombarderos, tres escuadrones de combate y un ala de combate. Los primeros aviones de combate recibidos fueron los F-51D Mustang  de América del Norte , junto con un contingente de pilotos instructores de la Fuerza Aérea de EE. UU. Bajo el mando del Mayor Dean Hess, como parte del Proyecto Bout One. El ROKAF participó en operaciones de bombardeo y realizó vuelos independientes. Después de la guerra, la sede de ROKAF fue trasladada a Daebangdong, Seúl. La Universidad de la Fuerza Aérea también fue fundada en 1956.

### 1960
Para contrarrestar la amenaza de una posible agresión de Corea del Norte, el ROKAF experimentó una mejora sustancial de la capacidad. El ROKAF adquirió entrenadores North American T-28 Trojan norteamericanos, interceptores F-86D Sabre norteamericanos de noche y para todo tipo de clima, cazas Northrop F-5 y cazabombarderos  McDonnell Douglas F-4D Phantom. El Comando de Operaciones de la Fuerza Aérea se estableció en 1961 para asegurar instalaciones eficientes de comando y control. El Comando de Logística de la Fuerza Aérea se estableció en 1966 y se construyeron pistas de emergencia para uso de emergencia durante la guerra. La Unidad Eunma fue fundada en 1966 para operar el avión de transporte Curtiss C-46 Commando utilizado para apoyar al Ejército de la República de Corea y Unidades del Cuerpo de Marines de la República de Corea que sirven en Vietnam del Sur durante la Guerra de Vietnam.

### 1970
El ROKAF se planteó con un riesgo de seguridad, con una Corea del Norte cada vez más beligerante a lo largo de la década de 1970. El gobierno de Corea del Sur aumentó su gasto en el ROKAF, lo que resultó en la compra de los cazas Northrop F-5E Tiger II en agosto de 1974 y los cazabombarderos F-4E. Los aviones de apoyo, como Fairchild C-123 Providers y Grumman S-2 Trackers, también se compraron en ese momento. Se puso gran énfasis en el programa de entrenamiento de vuelo; se compraron nuevos aviones de entrenamiento (Cessna T-41 Mescalero y Cessna T-37), y el Comando de Educación y Capacitación de la Fuerza Aérea también se fundó en 1973 para consolidar y mejorar la calidad de la capacitación del personal.

### 1980

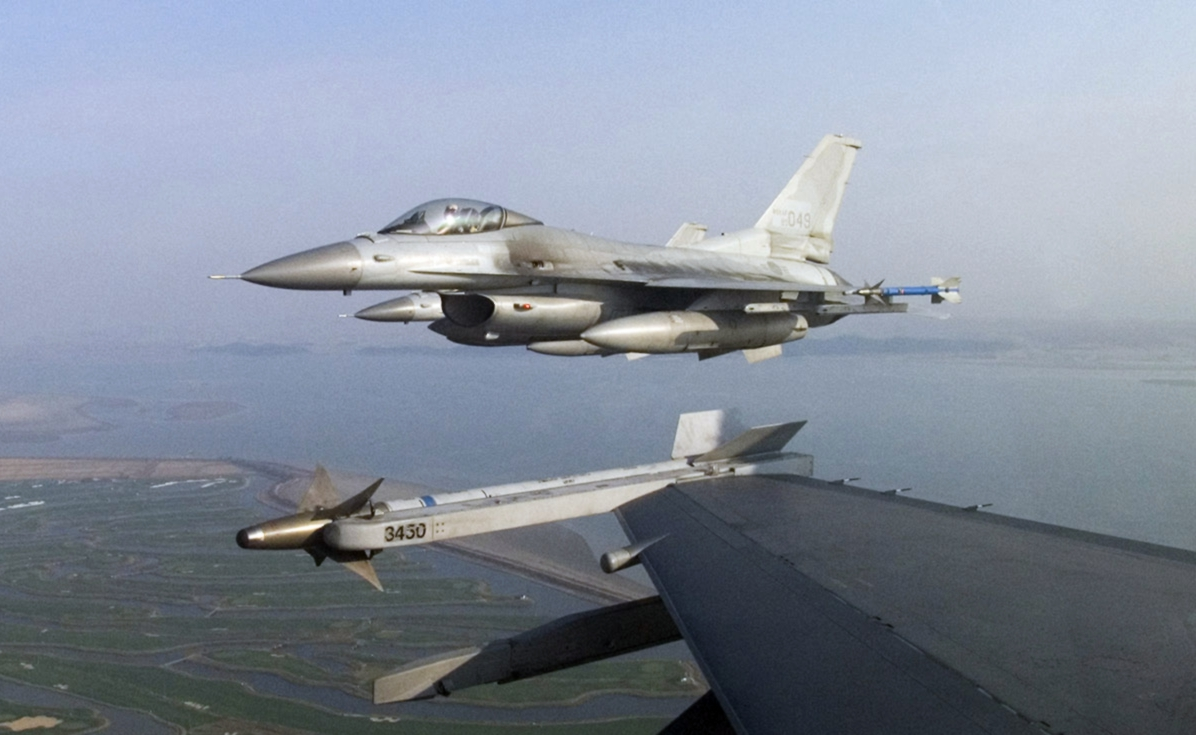
Cazas F-16 surcoreanos.

El ROKAF se concentró en la expansión cualitativa de los aviones para alcanzar la fuerza de la Fuerza Aérea de Corea del Norte. En 1982, se produjeron por primera vez variantes coreanas del F-5E, el Jegong-ho. La ROKAF reunió una gran cantidad de información sobre la Fuerza Aérea de Corea del Norte cuando el Capitán Lee Woong-pyeong, un piloto norcoreano, desertó a Corea del Sur. El Centro de Información de Operaciones de Combate de Corea se formó pronto y el Sistema de Defensa Aérea se automatizó para lograr la superioridad aérea contra Corea del Norte . Cuando los Juegos Olímpicos de Seúl de 1988 se celebraron en Corea del Sur , la ROKAF contribuyó al éxito de este evento al ayudar a supervisar todo el sistema de seguridad. El ROKAF también trasladó su sede y el Comando de Educación y Entrenamiento de la Fuerza Aérea a otros lugares. Cuarenta cazas General Dynamics F-16 Fighting Falcon fueron comprados en 1989.

### 1990
Corea del Sur comprometió su apoyo a las fuerzas de la coalición durante la Guerra del Golfo Pérsico, formando la "Unidad Bima" para luchar en la guerra. El ROKAF también proporcionó apoyo aéreo para operaciones de mantenimiento de la paz en Somalia en 1993. La mayor participación en las operaciones internacionales describió la elevada posición internacional del ROKAF. Más de 180 cazas KF-16 con especificaciones F-16 Block 52 se introdujeron como parte del programa Peace Bridge II y III desde 1994. En 1997, por primera vez en la historia de la aviación coreana, las cadetes fueron aceptadas en la Academia de la Fuerza Aérea de Corea .

### 2000

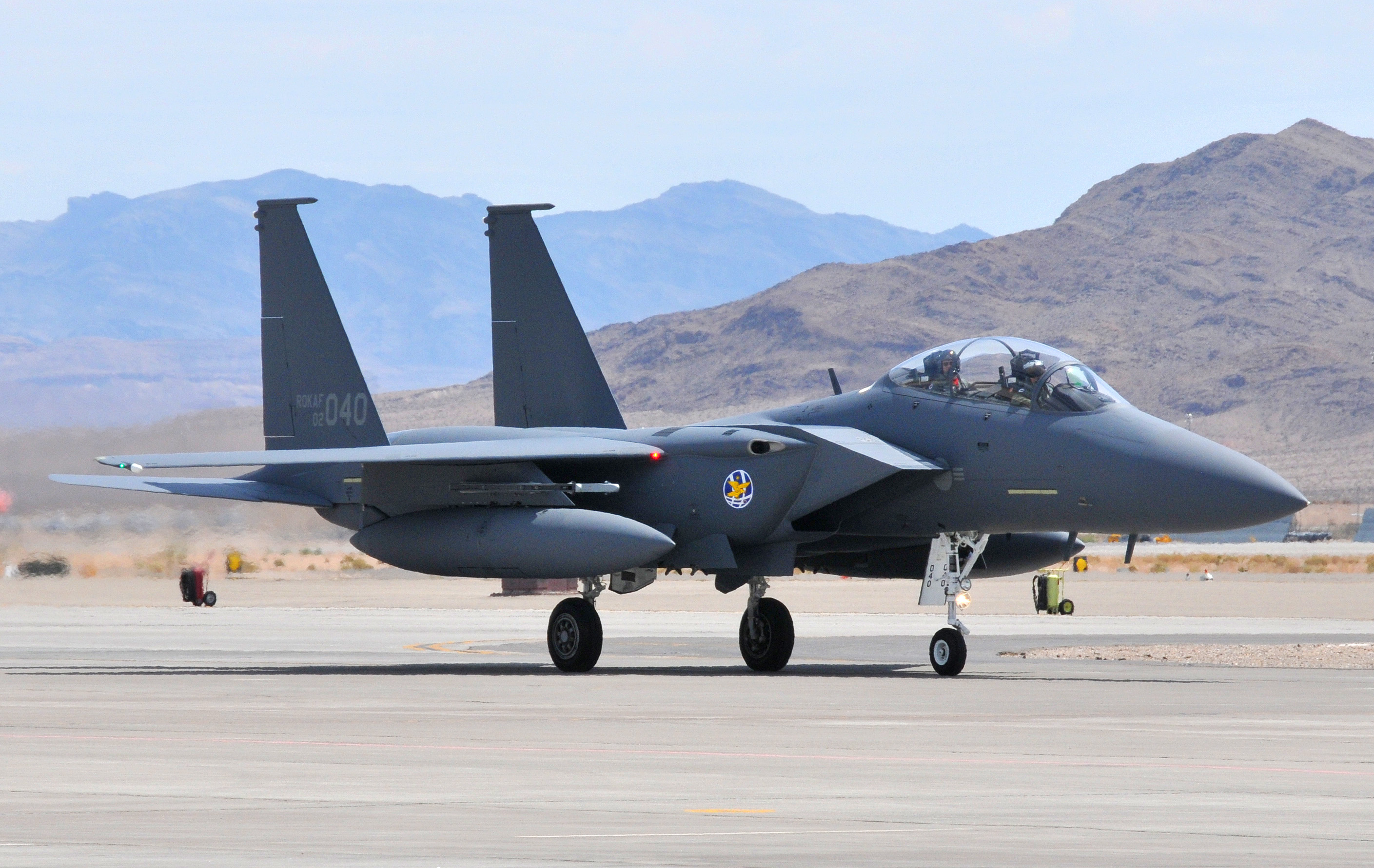
F-15K Slam Eagle.

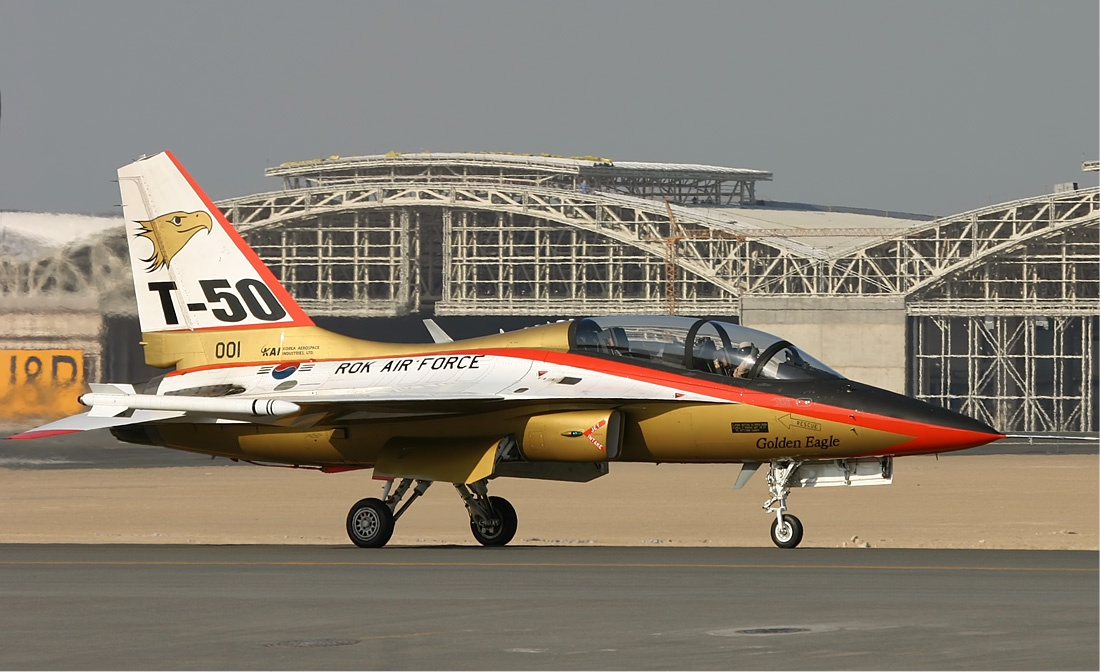
KAI T-50 Golden Eagle.

El último de los antiguos 60 combatientes F-5A/B de Corea del Sur se retiró en agosto de 2007, y fueron reemplazados por el F-15K y el F/A-50. El 20 de octubre de 2009, Bruce S. Lemkin, subsecretario adjunto de la Fuerza Aérea de los EE. UU. Dijo que las capacidades limitadas de inteligencia, vigilancia y reconocimiento (ISR) de la ROKAF aumentaron el riesgo de inestabilidad en la Península Coreana y sugirió la compra de sistemas estadounidenses como el F-35 Lightning II para cerrar esta brecha. 

### 2010
La Fuerza Aérea de Corea del Sur también expresó su interés en adquirir el RQ-4 Global Hawk, un vehículo pilotado a distancia (RPV) y una serie de kits de conversión de Munición de Ataque Directo Conjunto para mejorar aún más su inteligencia y capacidades ofensivas. La Fuerza Aérea de Corea del Sur adquirió 40 F-35 y +20 F-35 adicionales.

## Equipamiento principal

### Aeronaves

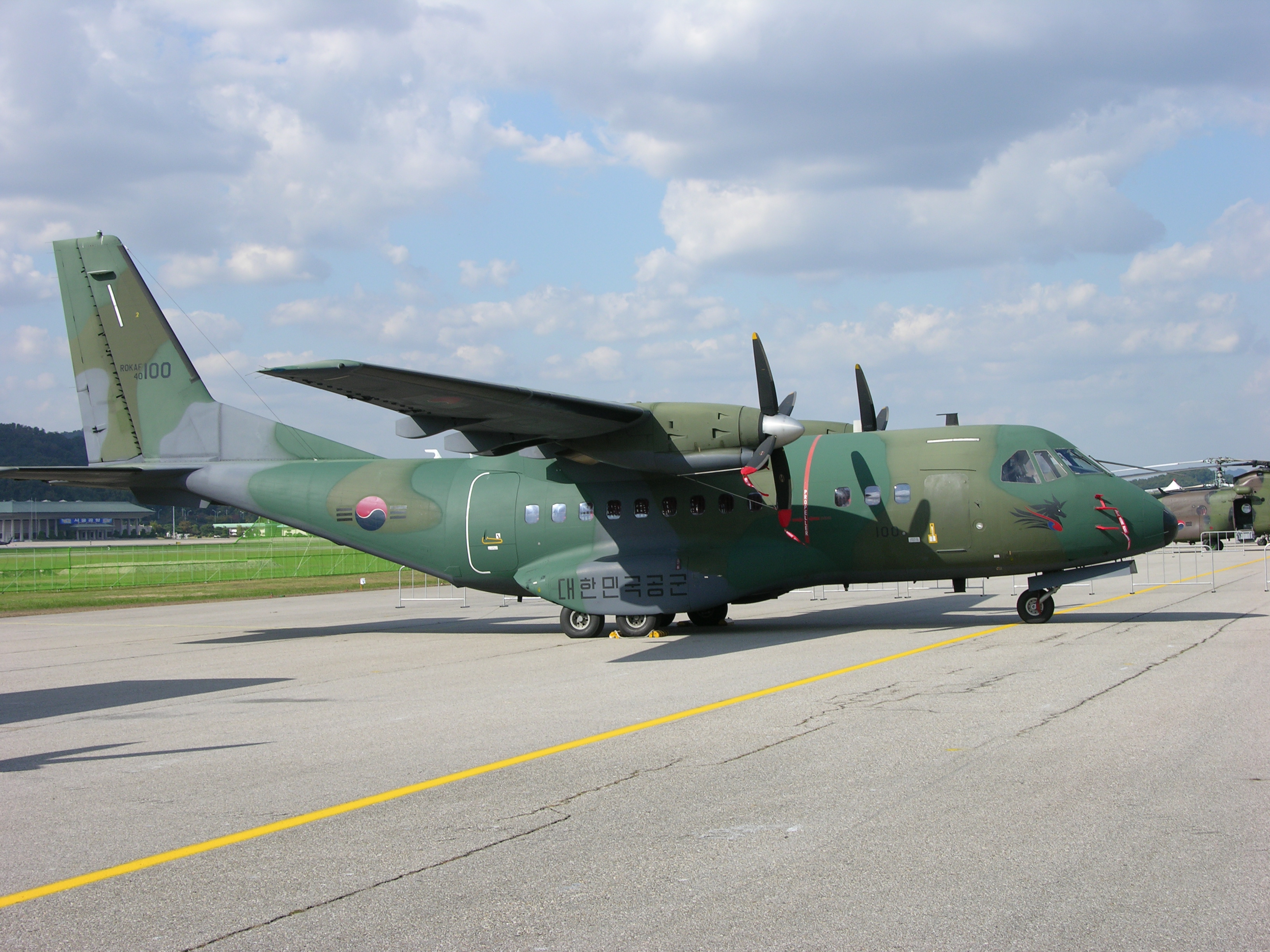
CASA CN-235-100M.

| Aeronaves                     | Origen           | Tipo                                                                               | Versiones                                                  | En servicio | Notas |
| ----------------------------- | ---------------- | ---------------------------------------------------------------------------------- | ---------------------------------------------------------- | ----------- | --- |
| Airbus A330 MRTT              | Francia          | Reabastecimiento en vuelo                                                          | A330-243MRTT                                               | 4           | |
| Sikorsky UH-60 Black Hawk     | Estados Unidos   | helicóptero de transporte VIP helicóptero de salvamento                            | VH-60P HH-60P                                              | 10          | |
| Boeing 737                    | Estados Unidos   | avión de transporte VIP                                                            | 737-3Z8                                                    | 1           | Korean Air Force One                                                                                          |
| Boeing CH-47 Chinook          | Estados Unidos   | helicóptero de salvamento                                                          | HH-47D                                                     | 7           | |
| Boeing F-15E Strike Eagle     | Estados Unidos   | cazabombardero                                                                     | F-15K Slam Eagle                                           | 61          | |
| CASA CN-235                   | España Indonesia | Avión de transporte táctico                                                        | CN-235-100MCN-235-220M                                     | 128         | Fabricados por CASAFabricados por IPTN-Nurtanio (IAE)                                                         |
| Boeing E-7 AEW&C              | Estados Unidos   | AWACS                                                                              |                                                            | 4           | |
| Eurocopter AS 332L Cougar     | Indonesia        | helicóptero de transporte VIP                                                      | AS 332L                                                    | 3           | Fabricados por IPTN                                                                                           |
| Ilyushin Il-103               | Rusia            | entrenador                                                                         | T-103                                                      | 23          | |
| KAI KT-1 Ungbi                | Corea del Sur    | entrenador mando aéreo delantero y enlace                                          | KT-1KA-1                                                   | 8520        | |
| KAI T-50 Golden Eagle         | Corea del Sur    | entrenador avanzado acrobático entrenador CRT / ataque ligero caza y ataque ligero | T-50T-50BTA-50FA-50                                        | 50105060    | under deliveryunder delivery, Black Eagles will use T-50 until T-50B deliveredunder deliveryunder development |
| Kamov Ka-32 "Helix-C"         | Rusia            | helicóptero de salvamento                                                          | Ka-32T                                                     | 7           | |
| Lockheed C-130 Hercules       | Estados Unidos   | Avión de transporte táctico                                                        | C-130HC-130H-30                                            | 84          | |
| Lockheed F-16 Fighting Falcon | Estados Unidos   | cazacaza-entrenadorcazacaza-entrenador                                             | F-16C Block 32F-16D Block 32KF-16C Block 52KF-16D Block 52 | 2879044     | KF-16 construido por KAI bajo licencia                                                                        |
| Northrop F-5E Tiger II        | Estados Unidos   | cazacaza-entrenadorcazacaza-entrenador                                             | F-5EF-5FKF-5EKF-5F                                         | 135         | F-5E/F van a ser remplazados por FA-50 KF-5 construido por KAI bajo licencia                                  |
| Hawker 800                    | Reino Unido      | reconocimiento                                                                     | Hawker 800RAHawker 800SIG                                  | 4           | |
| Sikorsky S-92A Superhawk      | Estados Unidos   | helicóptero de transporte VIP                                                      | S-92A                                                      | 3           | |
| F-35 Lightning II             | Estados Unidos   | caza polivalente                                                                   | F-35A                                                      | 39(+20)     | |

### Artillería de defensa aérea
| Artillería de defensa aérea | Origen         | Tipo                  | Versiones | En servicio   | Notas                               |
| --------------------------- | -------------- | --------------------- | --------- | ------------- | ----------------------------------- |
| Raytheon MIM-104 Patriot    | Estados Unidos | Misil superficie-aire | PAC-3     | 8 batallones  | Procedentes de la Luftwaffe alemana |
| KM-SAM                      | Corea Del Sur  | Misil superficie-aire |           | 18 batallones |                                     |
|                             |                |                       |           |               |                                     |